# Camptocrossa
Camptocrossa là một chi bướm đêm thuộc họ Erebidae.